# Proscotolemon sauteri
Proscotolemon sauteri is een hooiwagen uit de familie Petrobunidae. Het is door Aharon et al. (2019) naar deze familie verplaatst, het was eerder in Phalangodidae geplaatst.